# 裸尾鼠屬
裸尾鼠屬是哺乳綱囓齒目鼠科鼠亞科的一屬。與裸尾鼠屬（細裸尾鼠）同科的動物尚有兔形鼠屬（金背兔形鼠）、小水鼠屬（小水鼠）、小鼩鼠屬（長吻小鼩鼠）、單齒鼩形鼠屬（單齒鼩形鼠）等之數種哺乳動物。

## 物種
- 珊瑚裸尾鼠（Melomys rubicola)†：大堡礁唯一的原生哺乳類動物，2016年被認為已滅絕，至2019年2月19日正式獲澳洲環境局確認滅絕，是首個有紀錄因為人類活動引起的氣候轉變而滅絕的哺乳類動物[3][4]。